# Drapetsóna
Drapetsóna, en grec moderne : Δραπετσώνα, est une banlieue et une ancienne municipalité dans la partie sud-ouest de l'agglomération d'Athènes, en Grèce. Depuis la réforme des collectivités locales de 2010, elle fait partie de la municipalité de Keratsíni-Drapetsóna, dont elle est une unité municipale.
Selon le recensement de 2011, la population de Drapetsóna compte 13 968 habitants.

## Géographie
Drapetsona est situé du côté nord de l'entrée du port du Pirée.
La partie nord-ouest du port se trouve sur le territoire de Drapetsona.
Drapetsona se trouve à 2 kilomètres à l'ouest du Pirée et à 10 kilomètres au sud-ouest du centre-ville d'Athènes.
Drapetsóna a une superficie de 1 725 km2.
Sa zone bâtie est en continuité avec celles des villes voisines du Pirée et de Keratsini.

## Population
| 1981   | 1991   | 2001   | 2011   |
| ------ | ------ | ------ | ------ |
| 14 767 | 13 094 | 13 399 | 13 968 |

| 2021   | - | - | - |
| ------ | - | - | - |
| 13 815 | - | - | - |